# Кессел, Фил
Фи́лип Джо́зеф (Фил) Ке́ссел—младший (англ. Philip Joseph "Phil" Kessel Jr.; род. 2 октября 1987 года, Мадисон, Висконсин, США) — американский хоккеист, правый нападающий. Трёхкратный обладатель Кубка Стэнли (2016, 2017, 2023), серебряный призёр Олимпийских игр 2010 года в составе сборной США. Занимает первое место в истории НХЛ по количеству проведённых матчей подряд в регулярных чемпионатах.

## Игровая карьера

### Клубная карьера

#### «Бостон Брюинз»

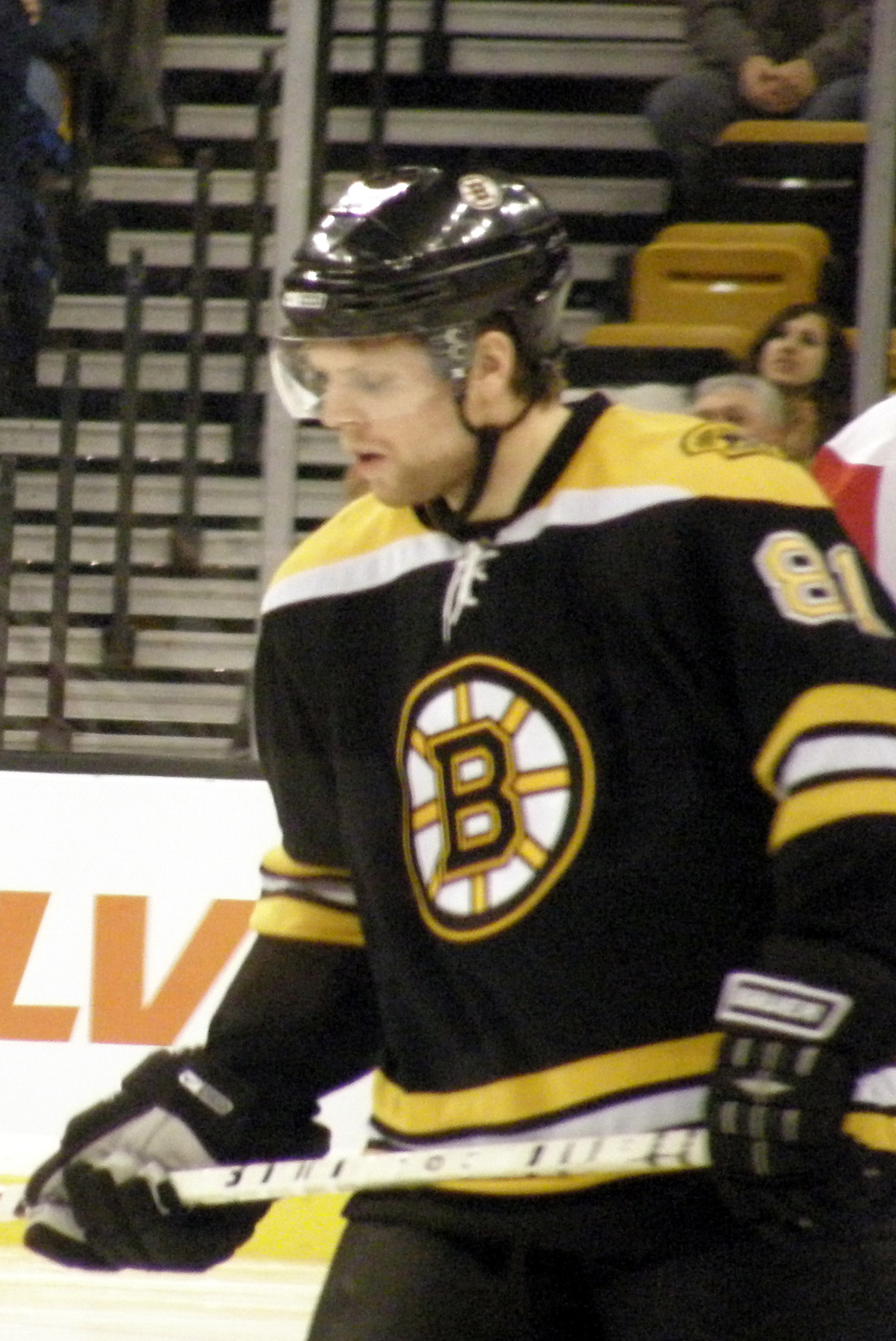
Фил Кессел в составе «Бостон Брюинз»

Фил Кессел был выбран на драфте НХЛ 2006 года в 1 раунде под общим 5-м номером командой «Бостон Брюинз». 17 августа 2006 года он подписал с клубом трёхлетний контракт новичка и сразу попал в основной состав «Бостона», сыграв первую игру в НХЛ 6 октября того же года против «Флориды Пантерз». В своей второй игре за «Брюинз» Фил набрал первое очко за результативную передачу. Первую шайбу в НХЛ Кессел забросил 21 октября в ворота Мартина Бирона из «Баффало Сейбрз». В середине сезона стало известно, что у Кессела рак яичек и ему нужна операция. После проведённой в декабре операции, в ходе которой у него было удалено правое яичко, Кессел смог вернуться на лёд и, после двух матчей в АХЛ за «Провиденс Брюинз», снова играть за «Бостон». После окончания сезона Филу был вручен «Билл Мастертон Трофи» — приз за высокое спортивное мастерство и верность хоккею.
В следующих двух сезонах в составе «Бостона» Кессел непременно улучшал свои статистические показатели результативности, забросив в сезоне 2008/09 рекордные 36 шайб, став лучшим снайпером команды, и сделав за это время два хет-трика — 12 октября 2007 в ворота Джонатана Бернье из «Лос-Анджелес Кингз» и 12 апреля 2009 «Нью-Йорк Айлендерс», ворота которых защищали Янн Дани и Джоуи Макдональд.

#### «Торонто Мейпл Лифс»

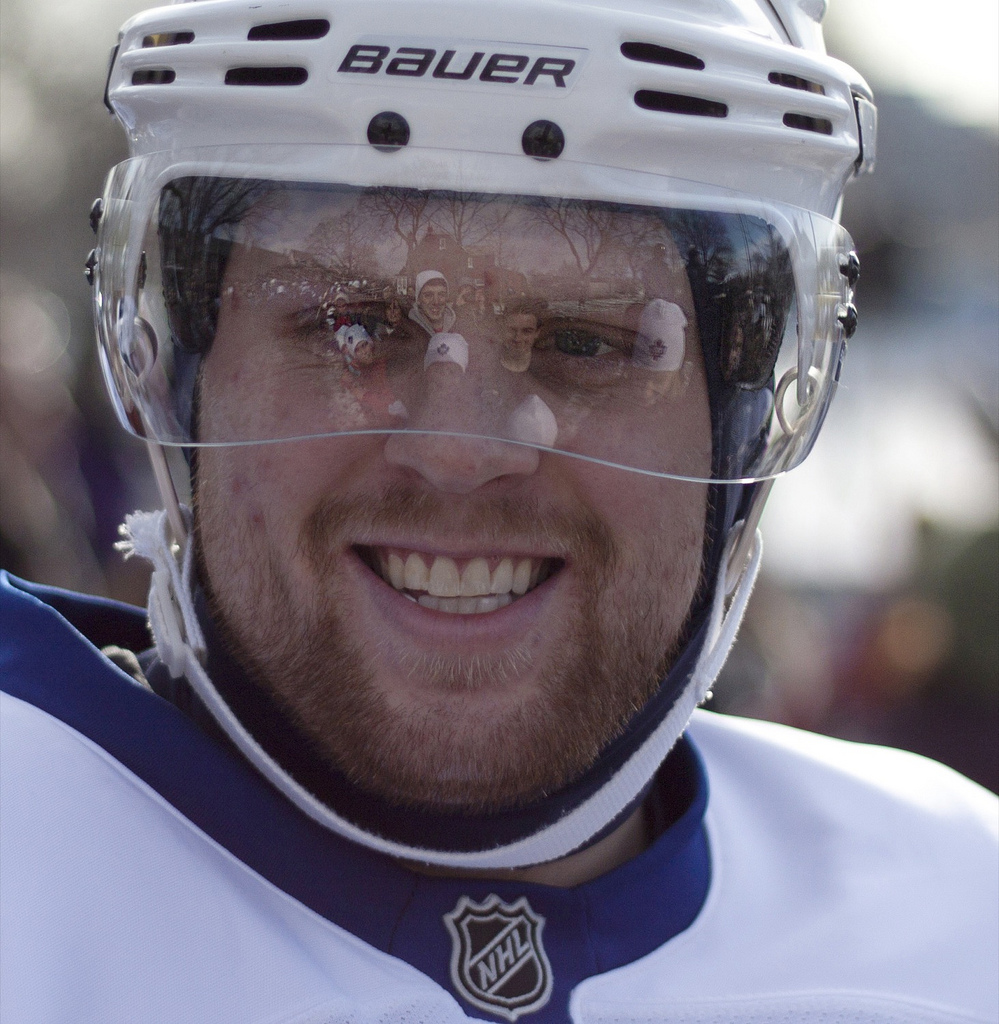
Фил Кессел в составе «Торонто Мейпл Лифс» в 2010 году

19 сентября 2009 года «Бостон» обменял Кессела в «Торонто Мейпл Лифс» на три выбора на драфте — в первом и втором раунде 2010 года (Тайлер Сегин и Джаред Найт) и в первом раунде 2011 года (Дуги Хэмилтон). Сначала руководство «Бостона» хотело отдать «Торонто» Кессела и драфт-пик 2009 года в обмен на защитника Томаша Каберле, но сделка не состоялась. После этого генеральный менеджер «Брюинз» Питер Чиарелли заявлял, что хотел бы оставить Кессела, ставшего ограниченно свободным агентом, в команде и готов обменять ради этого других игроков, так как зарплатная ведомость была практически заполнена, а Кессел ждал существенной прибавки в зарплате. Но в итоге стороны так и не смогли договориться, и Кессел отправился в «Торонто».

Это отличный нападающий. Уверен, что он может ещё прибавить. Многие клубы хотели его заполучить. Но в команде нам нужны игроки, которые действительно хотят играть в «Бостоне»— Питер Чиарелли, генеральный менеджер «Бостон Брюинз» 
С «Торонто» Кессел подписал пятилетний контракт на сумму $ 27 млн.
В «Мейпл Лифс» Фил Кессел смог дебютировать только в ноябре, поскольку восстанавливался после операции на плече, проведённой в конце мая. Уже в своей третьей игре за кленовые листья он отметился заброшенной шайбой в матче против «Детройт Ред Уингз», которая стала победной. В «Торонто» Фил Кессел сразу стал лидером по набранным очкам и заброшенным шайбам, занимая первое место по этим показателям во всех своих сезонах в «Мейпл Лифс» — в 2010, 2011, 2012 и 2013 годах. За это время он оформил ещё два хет-трика — 8 октября 2011 года в ворота «Оттавы Сенаторз», Алексу Олду и Крейгу Андерсону, и 22 октября 2013 года в ворота Йонаса Хиллера из «Анахайм Дакс».
Кессел принимал участие в матче всех звёзд НХЛ в 2011 году. На драфте матча звёзд он был выбран в команду Лидстрёма самым последним из всех игроков и, как игрок, выбранный последним, получил от организаторов автомобиль «Хонда CR-Z» и 20 тысяч долларов на благотворительность. На следующем матче звёзд Кессел был выбран в команду Хары. Он забросил одну шайбу и дважды ассистировал Джоффри Лупулу.
1 октября 2013 Кессел подписал новый контракт с «Торонто» на 8 лет. Сумма контракта составила $ 64 млн.

#### «Питтсбург Пингвинз»

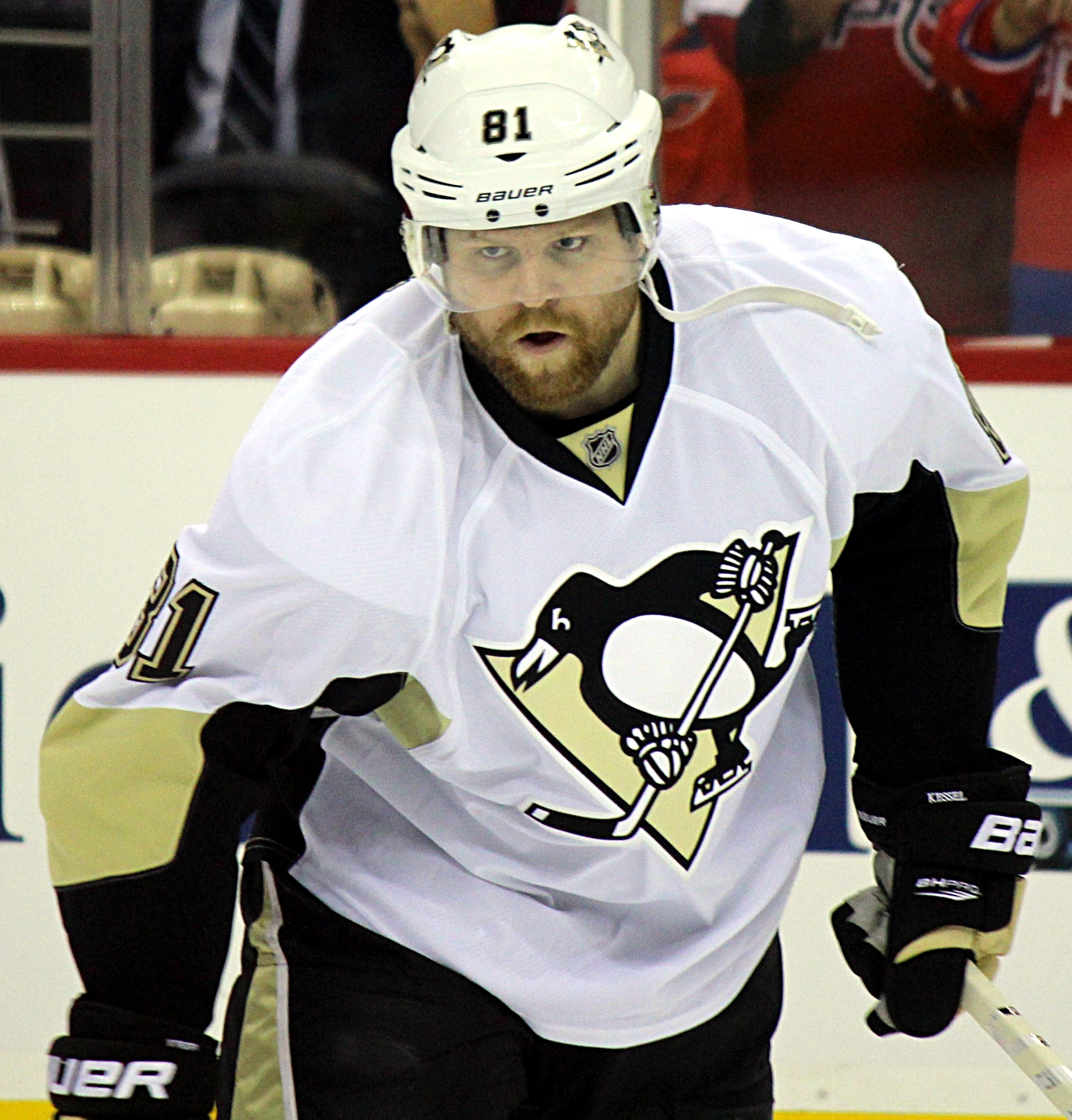
Фил Кессел в составе «Питтсбург Пингвинз» в апреле 2016 года

1 июля 2015 года «Торонто» обменял Кессела, нападающего Тайлера Биггса и защитника Тима Эриксона в «Питтсбург Пингвинз» на нападающих Каспери Капанена, Ника Сполинга, защитника Скотта Харрингтона и выбор в третьем раунде драфта 2016 года, ранее полученный от «Нью-Джерси Девилз». Также команды обменялись условными драфт-пиками второго и первого раундов.
В первом же сезоне в составе «пингвинов» Кессел завоевал Кубок Стэнли. Третье звено Хагелин-Бонино-Кессел (ХБК) стало одной из основополагающих причин успеха «Питтсбурга» в плей-офф, а сам Фил забросил 10 шайб.
В следующем сезоне Кессел установил личный рекорд по голевым передачам (47) и второй раз подряд завоевал в составе «Питтсбурга» Кубок Стэнли. При этом Фил улучшил свои показатели в плей-офф, набрав на 1 очко больше, чем в прошлый раз.
В сезоне 2017/18 Кессел набрал 92 очка, установив личный рекорд. При этом 8 сезон подряд Фил не пропустил ни одного матча регулярного сезона. В плей-офф забросил лишь 1 шайбу в 12 играх.

#### «Аризона Койотис»
29 июня 2019 года вместе с Дейном Бриком был обменян в «Аризону Койотис» на Алекса Гальченюка и Пьера-Оливье Жозефа.
12 октября 2019 года матч с «Колорадо Эвеланш» стал 1000-м в его карьере в НХЛ; матч закончился победой в овертайме «Эвеланш» со счётом 3:2.

#### «Вегас Голден Найтс»
24 августа 2022 года перешёл в «Вегас Голден Найтс», подписав с командой однолетний контракт. 17 ноября 2022 года Кессел оформил уникальное достижение для игроков НХЛ, став первым игроком в истории лиги, который сыграл 1000 матчей подряд; достижение пришлось на матч с «Койотис», в котором «Голден Найтс», одержал победу со счётом 4:1.
В составе «Голден Найтс» летом 2023 года он выиграл третий в своей карьере Кубок Стэнли (и первый в истории клуба); хотя он сыграл в плей-офф 4 игры,  его имя будет выгравировано на Кубке Стэнли и получил чемпионский перстень.

### В сборной

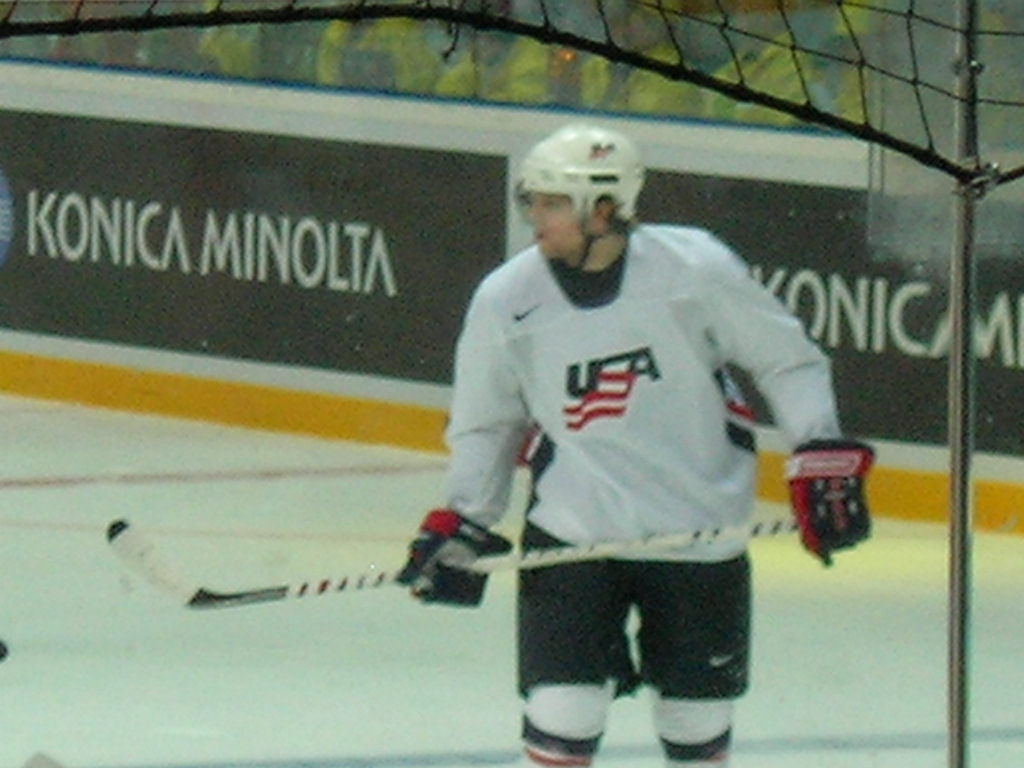
Фил Кессел в сборной США

В составе юниорской сборной США Фил Кессел дважды участвовал в Чемпионатах мира — в 2004 и 2005 годах. На турнире в Минске он с 10 очками занял пятое место в списке бомбардиров турнира, а сборная США уступила в финале сборной России. Годом позже, на турнире в Чехии, Кессел стал лучшим бомбардиром и лучшим снайпером чемпионата. Сборная США заняла первое место, а Кессел в финале против Канады оформил дубль. Кессел вошёл в символическую сборную и был выбран лучшим нападающим турнира.
Чуть ранее, в декабре 2004 — январе 2005 Фил Кессел выступал за молодежную сборную США на чемпионате мира, проходившем в Северной Дакоте и Миннесоте. Он принял участие во всех семи матчах команды, в которых набрал шесть очков. Американцы уступили в полуфинале сборной России, а в матче за третье место — сборной Чехии. На следующем чемпионате мира в Канаде американцы повторили прошлогодний результат, только в матче за третье место уступили финнам. Кессел, хоть и забросил всего одну шайбу, стал лучшим бомбардиром турнира, набрав 11 очков.
На Чемпионате мира в Латвии в 2006 году Кессел дебютировал за взрослую сборную США. Он принял участие в семи матчах и набрал два очка, а американцы выбыли уже на стадии четвертьфинала, проиграв будущим чемпионам — сборной Швеции 0-6.
Через год, на Чемпионате мира в Москве Кессел опять играл за сборную. Он набрал уже семь очков, но сборная США опять проиграла в четвертьфинале. На этот раз сборной Финляндии, как и через год — на чемпионате мира в Канаде. Кессел сыграл все семь матчей команды и набрал 10 очков.
Фил Кессел был в расширенном списке кандидатов на поездку на Олимпиаду в Ванкувере. Позже он попал и в окончательную заявку сборной США. Кессел считался одним из лидеров команды, он должен был играть в одной тройке с Райаном Мэлоуном и Джо Павелски. Но Фил за весь турнир набрал всего два очка, забросив шайбу и отдав результативную передачу в матче против сборной Норвегии на групповом этапе.
После Олимпиады Кессел ещё дважды вызывался в сборную на чемпионаты мира — в 2011 и 2012 годах. Но он оба раза отказался, сославшись на то, что ему нужен отдых.

## Награды
- Обладатель Кубка Стэнли 2016, 2017, 2023
- Участник матча молодых звёзд НХЛ 2007
- Обладатель «Билл Мастертон Трофи» 2007
- Серебряный призёр Олимпийских игр в Ванкувере, 2010 (сборная США)
- Участник матча всех звёзд НХЛ 2011, 2012

## Статистика
| Легенда | Легенда                    | Легенда | Легенда                   | Легенда | Легенда    |
| ------- | -------------------------- | ------- | ------------------------- | ------- | ---------- |
| И       | Количество проведённых игр | Штр     | Штрафное время            | +/−     | Плюс-минус |
| Г       | Голы                       | П       | Голевые передачи          | О       | Очки       |
| -       | Статистика неизвестна      | —       | Статистика не учитывалась |         |            |